# Капоэта
Капоэта (англ. Kapoeta) — город в Южном Судане, расположен в округе Южная Капоэта штата Восточная Экватория.

## Географическое положение
Город расположен на восточном берегу реки Сингаита. Город расположен на высоте 677 метров над уровнем моря.

#### климат
Город находится в зоне климатом тропических саванн. Самый теплый месяц – март со средней температурой 28.7 °C. Самый холодный месяц – июль , со средней температурой 25.5 °С.

## История
Августа 2013 года Капоэта получила статус города.
Декабря 2013 года, с начала кризиса в Южном Судане, город стал центром для беженцев, большинство из которых затем были направлены в Кению
2 октября 2015 года президент Салва Киир издал указ о новом административном разделении Южного Судана, согласно которому вместо прежних 10 образовано 28 новых штатов, город стал административным центром нового штата Капоэта.

## Культура
Город Капоэта расположен на территории, где доминирует этническая группа топоса. Представители народа Дидинга также живут в этом районе, но они фермеры и, как правило, обитают на плодородных, более влажных холмах, в то время как скотоводческий народ топоса доминирует на равнинах.

## Демография
Население города по годам:
| 1973  | 1983  | 2010  |
| ----- | ----- | ----- |
| 5 332 | 5 344 | 6 308 |